# Венгер Євген Володимирович
Євген Володимирович Венгер (нар. 9 лютого 1965, Київ, СРСР) — український футбольний арбітр Першої національної категорії. Хобі — театр, спорт.

## Біографія
Євген Венгер почав кар'єру футбольного арбітра в 1994 році, коли почав обслуговувати матчі регіональних змагань Київської області.
З 1995 року став обслуговувати матчі аматорських клубів, а через рік дебютував на професіональному рівні, ставши арбітром Другої ліги України.
Через 4 роки став арбітром Першої ліги, а з 2005 року — арбітр Прем'єр-ліги. Основне місце роботи — комітет юнацького футболу ФФУ.